# Focke-Wulf A 16
Focke-Wulf A 16 – niemiecki samolot pasażerski. Jednopłat zaprojektowany przez Heinricha Focke i Georga Wulfa i zbudowany przez nowo powstałą wytwórnię Focke-Wulf.

## Historia
Focke-Wulf A 16 był pierwszym samolotem wyprodukowanym w wytwórni Focke-Wulf. Swój pierwszy lot odbył w 1924 roku. Był wykonany całkowicie z drewna. Zabierał na pokład 3-4 pasażerów. Samolot otrzymał nazwę A 16. Wybudowano 20 maszyn.

## Opis konstrukcji
Całkowicie wykonany z drewna górnopłat. Kokpit pilota był otwarty. Natomiast kabina dla pasażerów mieściła się poniżej kokpitu pilota. Koła umieszczone po obu stronach kadłuba.

## Literatura
- The Illustrated Encyclopedia of Aircraft (Part Work 1982-1985), Orbis Publishing 1985, Strona 1835